# Xenophysa
Xenophysa é um gênero de traça pertencente à família Arctiidae.